# Lycée Maïmonide
 (janvier 2015).
Si vous disposez d'ouvrages ou d'articles de référence ou si vous connaissez des sites web de qualité traitant du thème abordé ici, merci de compléter l'article en donnant les références utiles à sa vérifiabilité et en les liant à la section « Notes et références ».
Le lycée Maïmonide de Casablanca est un collège-lycée partenaire, non en gestion directe, de l'Agence pour l'enseignement français à l'étranger[Quand ?]. Situé dans le quartier Ziraoui de Casablanca (Maroc), en face du lycée Lyautey de Casablanca. Il s'agit du plus grand lycée israélite au Maroc et en Afrique, par sa superficie et son nombre d'élèves de confession israélite, suivi de très peu par l'École normale hébraïque[réf. nécessaire]. Ce lycée compte tous les niveaux de la sixième à la terminale. Chaque classe compte en moyenne 21 élèves. De nombreux anciens de cet établissement sont présents partout dans le monde notamment dans les plus grandes écoles au Canada, en France, aux États-Unis et en Israël[réf. nécessaire]. C'est un lycée où coexistent des élèves de confessions juive et musulmane.
Le directeur actuel (depuis 2000) est Shimon Cohen, venu de France.
Le nom du lycée Maïmonide de Casablanca provient de celui de Moïse Maïmonide, considéré comme l'une des figures les plus importantes du judaïsme, toutes époques et tendances confondues, au point d'être comparé, dans son épitaphe, à Moïse. Maïmonide fut l'un des rares penseurs du judaïsme médiéval dont l'influence rayonna au-delà des cercles juifs.

## Anciens élèves
- Gad Elmaleh, humoriste, acteur et réalisateur.